# Maciej Miezian
Maciej Miezian (ur. 1964 w Krakowie) – polski historyk sztuki, publicysta, pracownik Muzeum Historycznego Miasta Krakowa – Oddział Dzieje Nowej Huty. Publikował m.in. w: „Głosie – Tygodniku Nowohuckim”, „Czasie Krakowskim”, „Gazecie Wyborczej”, „Przekroju”, „Tygodniku Powszechnym”, „Focus – Historia”.  Współpracował z TVP Kraków, Radiem Kraków, TVP Historia.
Przed wyborami prezydenckimi w 2010 roku poparł kandydaturę Jarosława Kaczyńskiego, podpisując deklarację „Polska jest najważniejsza”.

## Publikacje
- Kazimierz Dolny, Znany i nieznany, Warszawa: Terra Nova, 2000.
- Nie od razu Nową Hutę zbudowano, Kraków: Stowarzyszenie na Rzecz Rozwoju Nowej Huty, 2002.
- Przewodnik po powiecie wielickim (współautor).
- Postmodernistyczny zmierzch cywilizacji, Kraków: Otwarta Pracownia, 2003.
- Nowa Huta: Socjalistyczna w formie, fascynująca w treści, Kraków: Wydawnictwo Bezdroża, 2004.
- Krakowskie Stare Miasto, Śladami królów, artystów i alchemików, Kraków: Wydawnictwo Bezdroża, 2004.
- Spacerownik krakowski (współautor), Warszawa: Wydawnictwo Agora, 2010.

## Cykliczne programy telewizyjne
- Podpowiedzi w plenerze, TVP Kraków
- Kronika Nowohucka, Ośrodek Kultury im. C.K.Norwida, TVP Kraków
- Twarze Małopolski, Małopolski Instytut Kultury, TVP Kraków